# Family Jewels
Family Jewels — DVD-збірник рок-гурту AC/DC. Два із трьох дисків Family Jewels були випущені 28 березня 2005 року. Перший присвячений епосі Бона Скотта, починаючи від першого виступу групи на телебаченні у 1975 році і закінчую виступом, знятим за два дні до загибелі Скотта в 1980 році. Другий містить матеріали епохи Браяна Джонсона, це відеокліпи і живі виступи з 1980 по 1991 роки включно.
10 листопада 2009 року в рамках збірника  Backtracks  вийшов третій диск. Його матеріали починаються з 1993 року піснею «Big Gun» і закінчуються кліпами із студійного альбому AC/DC Black Ice. Крім того, третій диск включає альтернативні варіанти деяких відео до 1993 року — як із Браяном Джонсоном, так із Боном Скоттом.

## Список композицій

### Диск 1
1. Baby, Please Don't Go
  - Виступ в ефірі австралійського музичного телешоу Countdown, квітень 1975
2. Show Business
  - Живий виступ, червень 1975
3. High Voltage
  - Відеокліп з першого міжнародного альбому групи   High Voltage
4. It's a Long Way to the Top (If You Wanna Rock 'n' Roll)
  - Відеокліп з  High Voltage , лютий 1976
5. T.N.T.
  - Виступ в ефірі Countdown, початок 1976
6. Jailbreak
  - Відеокліп з другого міжнародного альбому  Dirty Deeds Done Dirt Cheap  , березень 1976
7. Dirty Deeds Done Dirt Cheap
  - Виступ в ефірі Countdown, грудень 1976
8. Dog Eat Dog
  - Виступ в ефірі Countdown, квітень 1977
9. Let There Be Rock
  - Відеокліп з третього міжнародного альбому Let There Be Rock, липень 1977
10. Rock 'n' Roll Damnation
  - Відеокліп із четвертого міжнародного альбому Powerage, квітень 1978
11. Sin City
  - Виступ в ефірі американського музичного телешоу The Midnight Special, вересень 1978
12. Riff Raff
  - Живе виконання під час туру  If You Want Blood You've Got It , квітень 1978
13. Fling Thing/Rocker
  - Живе виконання під час туру  If You Want Blood You've Got It , квітень 1978
14. Whole Lotta Rosie
  - Виступ в ефірі музичного телешоу каналу BBC Rock Goes to College, квітень 1978
15. Shot Down In Flames
  - Відеокліп із п'ятого міжнародного альбому  Highway to Hell , липень 1979
16. Walk All Over You
  - Відеокліп з  Highway to Hell , липень 1979
17. Touch Too Much
  - Відеокліп з  Highway to Hell , липень 1979
18. If You Want Blood (You've Got It)
  - Відеокліп з  Highway to Hell , липень 1979
19. Girls Got Rhythm
  - Виступ в ефірі музичного телешоу Aplauso, лютий 1980
20. Highway to Hell
  - Виступ в ефірі музичного телешоу Aplauso, лютий 1980

### Диск 2
1. Hells Bells
  - Відеокліп з шостого міжнародного альбому  Back in Black , липень 1980
2. Back in Black
  - Відеокліп з Back in Black, липень 1980
3. What Do You Do for Money Honey
  - Відеокліп з Back in Black, липень 1980
4. Rock and Roll Ain't Noise Pollution
  - Відеокліп з Back in Black, липень 1980
5. Let's Get It Up
  - Живий виступ, грудень 1981
6. For Those About to Rock (We Salute You)
  - Живий виступ, листопад 1983
7. Flick of the Switch
  - Відеокліп з восьмого міжнародного альбому  Flick of the Switch , жовтень 1983
8. Nervous Shakedown
  - відеокліп з Flick of the Switch, жовтень 1983
9. Fly on the Wall
  - Відео з дев'ятого міжнародного альбому  Fly on the Wall , червень 1985
10. Danger
  - Відеокліп з  Fly on the Wall , червень 1985
11. Sink the Pink
  - Відеокліп з  Fly on the Wall , червень 1985
12. Stand Up
  - Відеокліп з  Fly on the Wall , червень 1985
13. Shake Your Foundations
  - Відеокліп з  Fly on the Wall , червень 1985
14. Who Made Who
  - Відеокліп із саундтрека  Who Made Who , лютий 1986
15. You Shook Me All Night Long
  - Відеокліп з  Who Made Who , 1986
16. Heatseeker
  - Відеокліп із десятого міжнародного альбому Blow Up Your Video, грудень 1987
17. That's the Way I Wanna Rock 'n' Roll
  - Відеокліп з  Blow Up Your Video , березень 1988
18. Thunderstruck
  - Відеокліп з одинадцятого міжнародного альбому The Razors Edge, серпень 1990
19. Moneytalks
  - Відеокліп з The Razor's Edge, листопад 1990
20. Are You Ready
  - Відеокліп з The Razor's Edge, березень 1991

### Диск 3
1. Big Gun
  - Відеокліп на підтримку фільму Останній кіногерой, травень 1993
2. Hard as a Rock
  - Відеокліп з дванадцятого міжнародного альбому  Ballbreaker , серпень 1995
3. Hail Caesar
  - Відеокліп з Ballbreaker, листопад 1995
4. Cover You in Oil
  - Відеокліп з Ballbreaker, листопад 1995
5. Stiff Upper Lip
  - Відеокліп з тринадцятого міжнародного альбому Stiff Upper Lip, березень 2000
6. Satellite Blues
  - Відеокліп з  Stiff Upper Lip , травень 2000
7. Safe in New York City
  - Відеокліп з  Stiff Upper Lip , травень 2000
8. Rock 'n' Roll Train
  - Відеокліп з чотирнадцятого міжнародного альбому Black Ice, серпень 2008
9. Anything Goes
  - Відеокліп з  Black Ice , лютий 2009
10. Jailbreak
  - Альтернативний відеокліп з  Dirty Deeds Done Dirt Cheap , початок 1976
11. It's a Long Way to the Top (If You Wanna Rock 'n' Roll)
  - Альтернативний відеокліп з  High Voltage , лютий 1976
12. Highway to Hell
  - Відеокліп з  Highway to Hell , липень 1979
13. You Shook Me All Night Long
  - Відеокліп з  Back in Black , липень 1980
14. Guns for Hire
  - Відеокліп з Flick of the Switch, жовтень 1983
15. Dirty Deeds Done Dirt Cheap
  - Живий виступ
16. Walk All Over You
  - Відеокліп з  Highway to Hell , липень 1979
17. Hard as a Rock
  - Бонус відео
18. Rock 'n' Roll Train

## Позиції в чартах і сертифікація
| Чарт               | Позиція |
| ------------------ | ------- |
| Австралія          | 1       |
| Австрія            | 1       |
| Бельгія (Валонія)  | 3       |
| Бельгія (Фландрія) | 1       |
| Угорщина           | 2       |
| Греція             | 2       |
| Данія              | 1       |
| Ірландія           | 1       |
| Іспанія            | 2       |
| Італія             | 1       |
| Нідерланди         | 10      |
| Нова Зеландія      | 1       |
| Норвегія           | 1       |
| США                | 1       |
| Фінляндія          | 1       |
| Швеція             | 1       |

| Країна        | Статус        |
| ------------- | ------------- |
| Австралія     | 8×платиновий  |
| Австрія       | Золотий       |
| Німеччина     | 3×платиновий  |
| Канада        | 5×платиновий  |
| Нова Зеландія | 10×платиновий |
| США           | 2×платиновий  |
| Франція       | 2×платиновий  |
| Швейцарія     | 2×платиновий  |